# Согомське сільське поселення
Сого́мське сільське поселення (рос. Согомское сельское поселение) — сільське поселення у складі Ханти-Мансійського району Ханти-Мансійського автономного округу Тюменської області Росії.
Адміністративний центр та єдиний населений пункт — присілок Согом.
Населення сільського поселення становить 282 особи (2017; 306 у 2010, 252 у 2002).